# Oranje-bulletin: 'nieuwe serie'
Oranje-bulletin; 'nieuwe serie'  was een Nederlands verzetsblad uit de Tweede Wereldoorlog. Het kwam tot stand in samenwerking met de makers van de verzetsbladen Het Baken, Je Maintiendrai, Het Parool, Trouw, Vrij Nederland, De Waarheid en Weekoverzicht. Het werd in Amersfoort en omstreken verspreid in de maanden januari 1945 tot maart 1945. Het blad verscheen circa 2 maal per maand in een gedrukte oplage van 3000 exemplaren. De inhoud bestond voornamelijk uit binnenlandse berichten en mededelingen.
Deze uitgave is, evenals 'Het Baken: onafhankelijk orgaan voor principiële voorlichting', ontstaan na splitsing van de Amersfoortse versie van het Oranje-bulletin. In deze 'nieuwe serie' werden geen beschouwende artikelen meer opgenomen. Er was alleen ruimte voor het officiële regeringsnieuws uit Londen. De redactie bestond uit dr. B.S.A. Al, J. Boerwinkel en A.J. van Dam. Na zes nummers werd de titel gewijzigd in De Vrije Amersfoorter. Onder die titel is het blad nog tweemaal illegaal uitgegeven met dezelfde redactie.

## Betrokken personen
- B.S.A. Al
- J. Boerwinkel
- A.J. van Dam

## Gerelateerde kranten
- Het baken; onafhankelijk orgaan voor principieele voorlichting (verzetsblad, Amersfoort)[1]
- De vrije Amersfoorter (verzetsblad, Amersfoort)[2]
- Oranje-bulletin (verzetsblad, Amersfoort)[3]